# Microregione di Guamá
La Microregione di Guamá è una microregione dello Stato del Pará in Brasile, appartenente alla mesoregione di Nordeste Paraense.

## Comuni
Comprende 13 comuni:
- Aurora do Pará
- Cachoeira do Piriá
- Capitão Poço
- Garrafão do Norte
- Ipixuna do Pará
- Irituia
- Mãe do Rio
- Nova Esperança do Piriá
- Ourém
- Santa Luzia do Pará
- São Domingos do Capim
- São Miguel do Guamá
- Viseu